# Catoblepia xanthus
Catoblepia xanthus är en fjärilsart som beskrevs av Carl von Linné 1758. Catoblepia xanthus ingår i släktet Catoblepia och familjen praktfjärilar. Inga underarter finns listade i Catalogue of Life.

## Bildgalleri

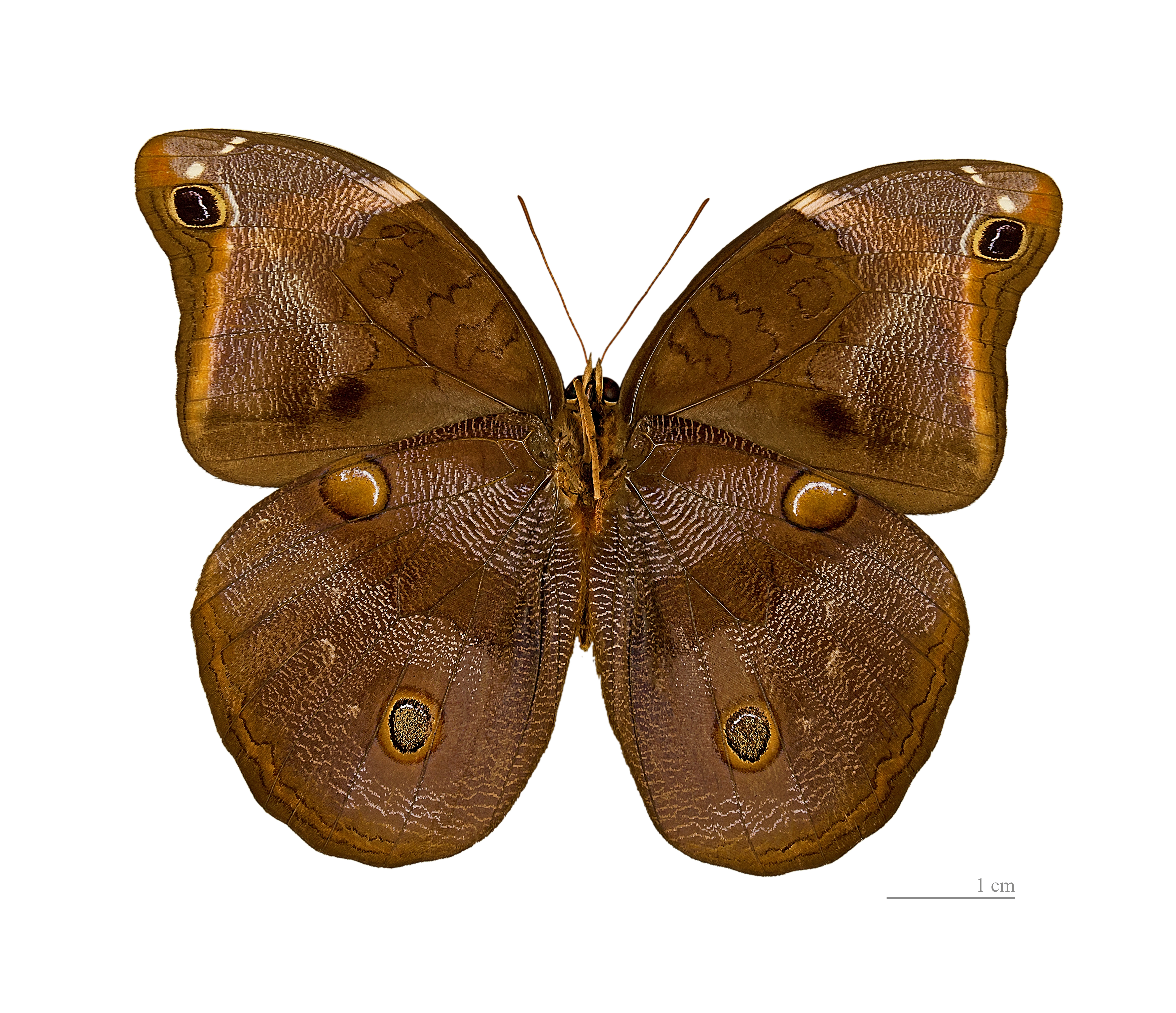
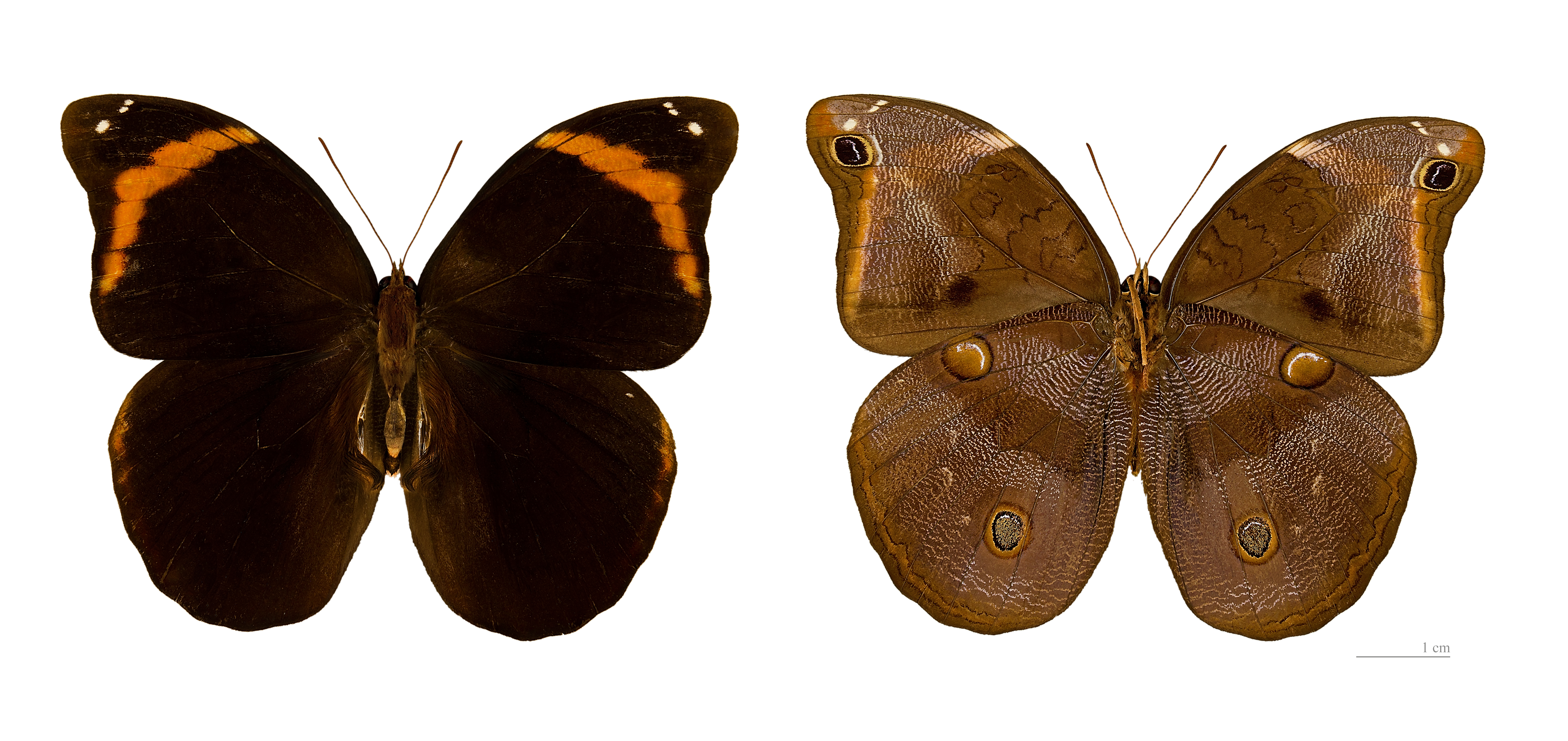
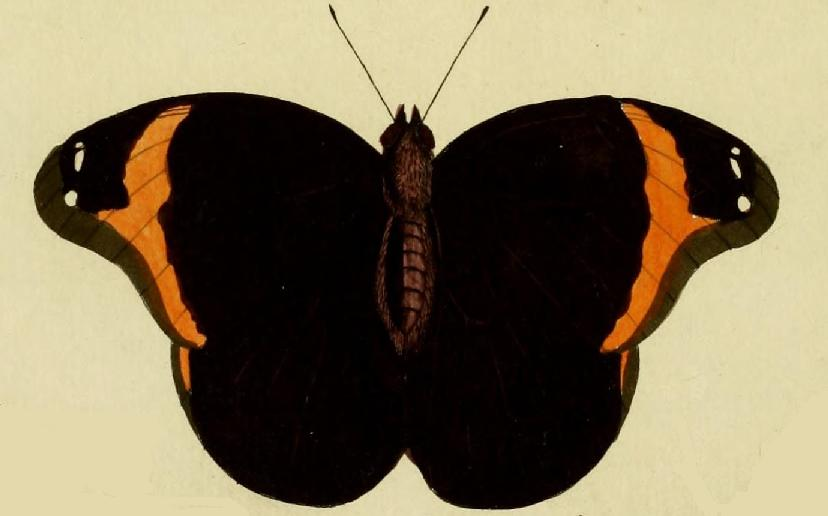
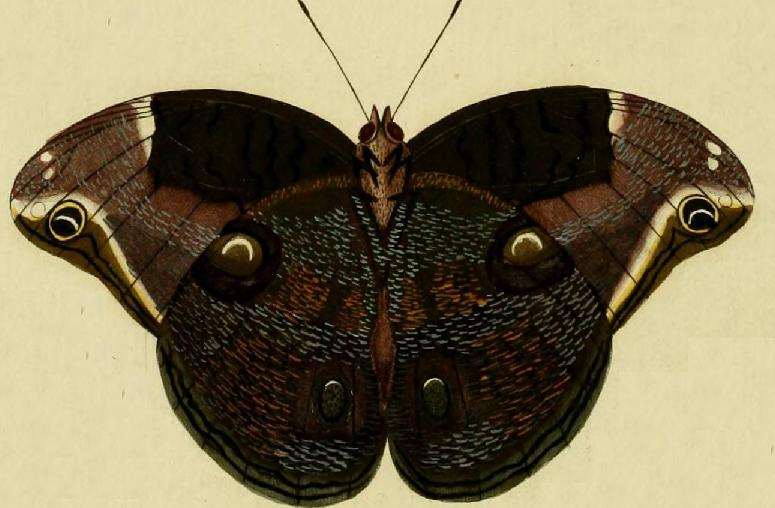
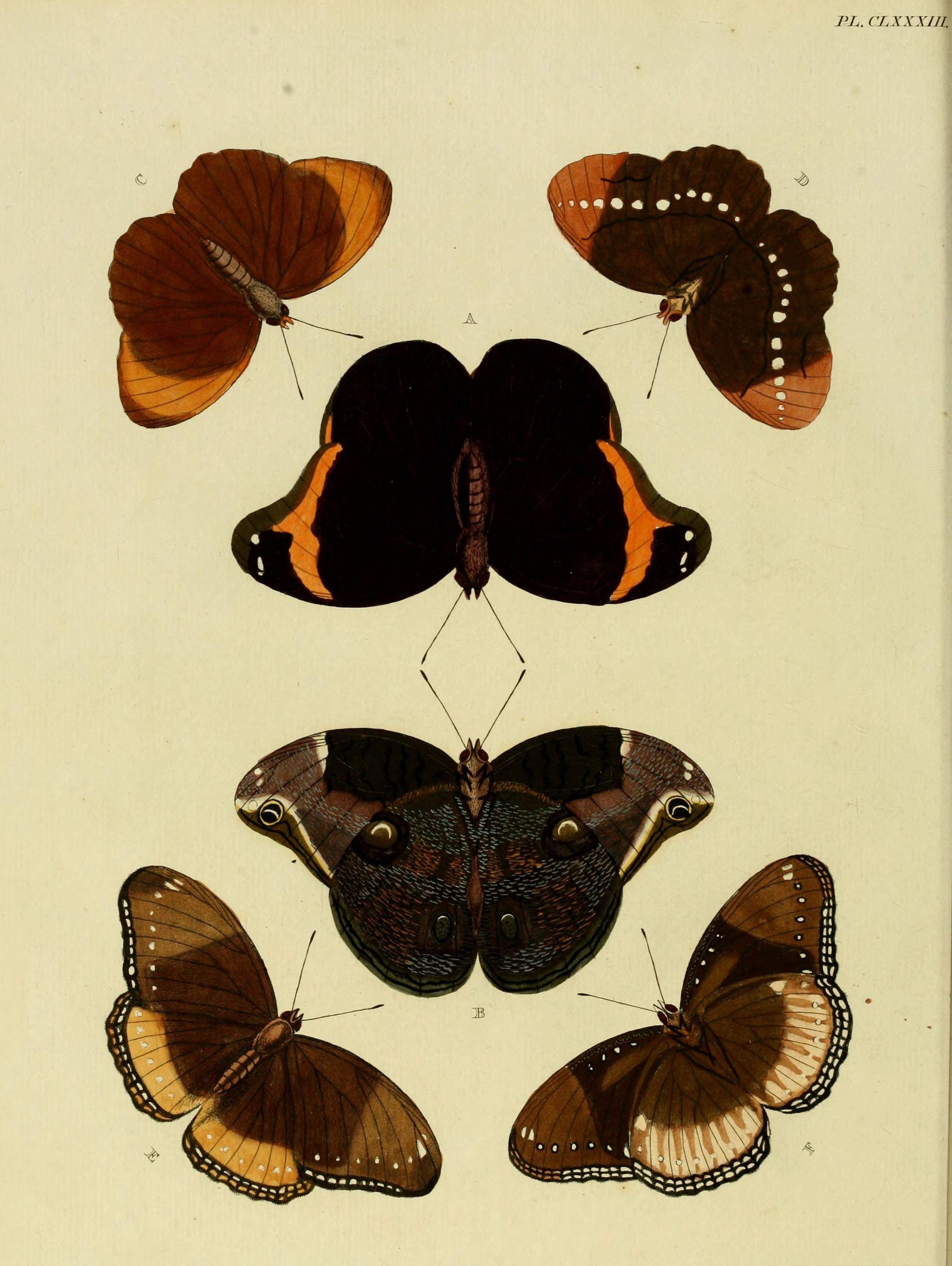
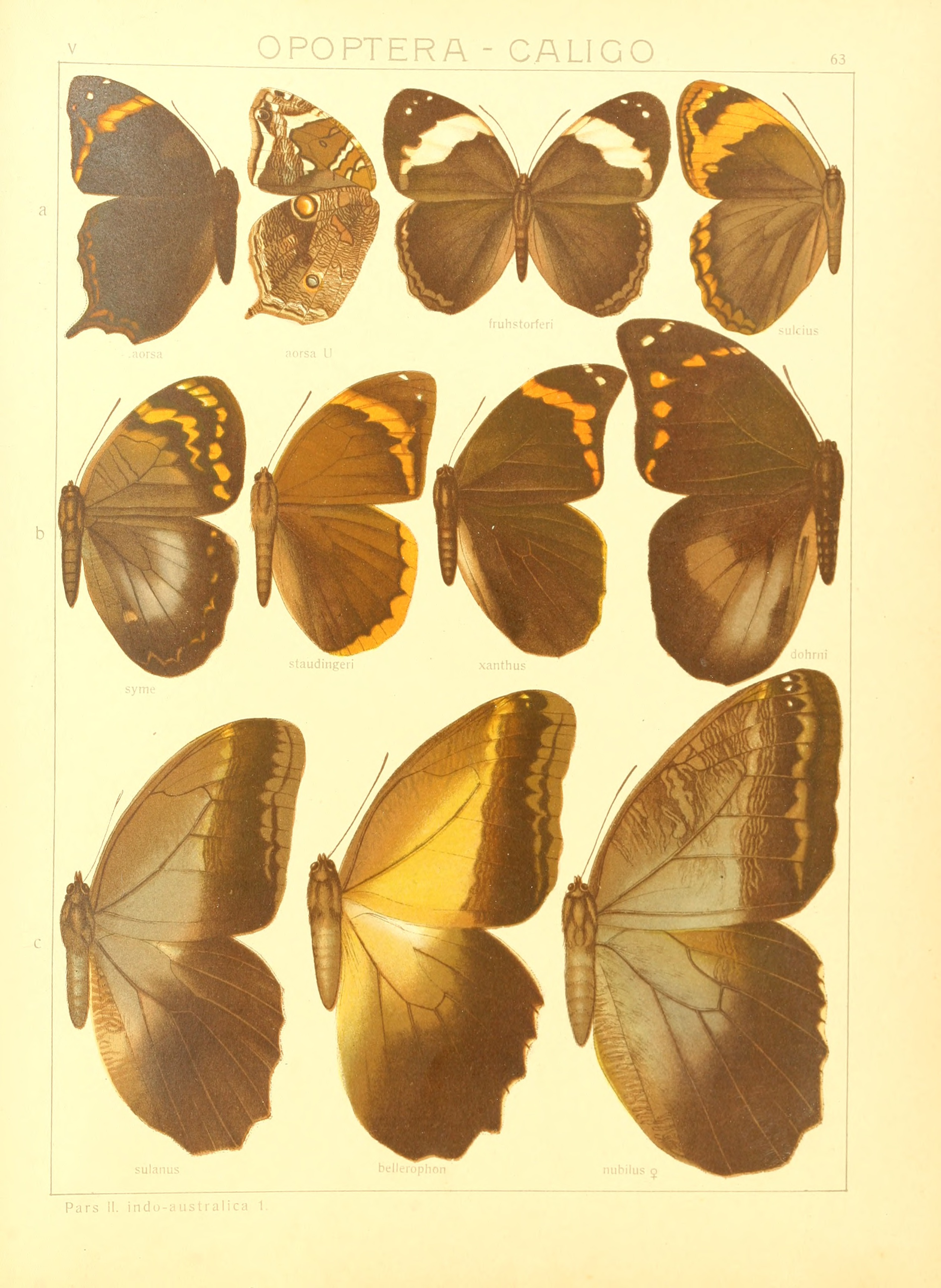